# Ernst Raupach
Ernst Raupach (Straupitz, prop de Liegnitz, 21 de maig de 1784 - Berlín, 18 de març de 1852) fou un dramaturg alemany.
Acabats els estudis de teologia a Halle, passà com a professor particular a Sant Petersburg, sent nomenat el 1816 professor ordinari de filosofia d'aquella Universitat, en la que des de 1817 regentà simultàniament la càtedra de literatura i història alemanya. El 1822 va fer un viatge per Itàlia, i el 1824 retornà a Alemanya, establint-se definitivament a Berlín, on es dedicà exclusivament a l'art dramàtic.
En els seus primers assajos seguí a Schiller, sense que per això manquessin d'originalitat Die Erdennacht, Isidor und Olga i Die Fürsten Chamansky, tres de les seves primeres tragedies posades en escena. A aquestes seguí una sèrie enorme d'obres dramàtiques amb què inundà els teatres de Berlín i altres capitals d'Alemanya, donant proves d'una fecunditat extraordinària, arribant a 80 el nombre de les seves produccions teatrals. Aquestes foren: el gran cicle Die Hohenstauffen, sèrie de tragèdies des de Barbaroja fins a Conradino; els drames històrics Die Royalisten, Cromwells Eude, Mirabeau, i Timoleon; el drama Der Müller und sein Kind i gran nombre d'imitacions de Lessing, Schiller, i els autors espanyols.
També cultivà el sainet en totes les seves formes, per exemple, en Der Zeitgeist, Die Schleichhändler, Der versiegelts Bürgermeister, etc. A més se li deuen, unes Cartes que publicà arrel del seu viatge per Itàlia.